# 奈々-愛のたびだち
『奈々-愛のたびだち』（なな-あいのたびだち）は、神崎順子による日本の漫画作品。
『なかよしデラックス』（講談社）にて1979年に連載された。

## 書誌情報
- 奈々-愛のたびだち、初版発行日1979年5月4日
  - サクロモンテの丘に（1978年3月号「サクロモンテの丘に～シリーズ世界のかける恋3」）／感じるあの子は14歳／プレイボーイなんてこわくない（1978年10月号）／さくらの季節は遠すぎて